# Empoli Football Club 1973-1974
Questa voce raccoglie le informazioni riguardanti l'Empoli Football Club nelle competizioni ufficiali della stagione 1973-1974.

## Rosa
| N. |                   | Ruolo | Calciatore         |
| -- | ----------------- | ----- | ------------------ |
|    | Italia (bandiera) | D     | Maurizio Alderighi |
|    | Italia (bandiera) | A     | Angelo Amadori     |
|    | Italia (bandiera) |       | Ancillotti         |
|    | Italia (bandiera) | A     | Sergio Biliotti    |
|    | Italia (bandiera) | A     | Giuseppe Bressani  |
|    | Italia (bandiera) | D     | Giorgio Casarotto  |
|    | Italia (bandiera) | D     | Andrea Cisco       |
|    | Italia (bandiera) | C     | Corrado Corradini  |
|    | Italia (bandiera) | A     | Bruno Dalmo        |
|    | Italia (bandiera) |       | De Biase           |
|    | Italia (bandiera) | C     | Sauro Del Chiaro   |
|    | Italia (bandiera) |       | Fiore              |
|    | Italia (bandiera) |       | Giani              |
|    | Italia (bandiera) | C     | Ermes Lasagni      |

| N. |                   | Ruolo | Calciatore          |
| -- | ----------------- | ----- | ------------------- |
|    | Italia (bandiera) | D     | Piero Lenzi         |
|    | Italia (bandiera) | D     | Maurizio Londi      |
|    | Italia (bandiera) | A     | Angelo Longhi       |
|    | Italia (bandiera) |       | Mazzei              |
|    | Italia (bandiera) | P     | Claudio Mori        |
|    | Italia (bandiera) | C     | Domenico Neri       |
|    | Italia (bandiera) | C     | Nicola Perricone    |
|    | Italia (bandiera) | C     | Francesco Radio     |
|    | Italia (bandiera) | A     | Francesco Rosa      |
|    | Italia (bandiera) | D     | Roberto Scarpellini |
|    | Italia (bandiera) | D     | Primo Serafini      |
|    | Italia (bandiera) | P     | Oriano Testa        |
|    | Italia (bandiera) |       | Tintorini           |
|    | Italia (bandiera) | C     | Maurizio Zanetti    |